# Spermophora lambilloni
Spermophora lambilloni är en spindelart som beskrevs av Huber 2003. Spermophora lambilloni ingår i släktet Spermophora och familjen dallerspindlar. Inga underarter finns listade i Catalogue of Life.